# L'Échange (roman)
Pour les articles homonymes, voir L'Échange.
L'Échange (titre original : Time and Chance) est un roman de science-fiction écrit par Alan Brennert et paru en 1990.

## Résumé
Richard Cochrane a quitté sa petite ville d'Appleton dans le New Hampshire afin de réaliser son rêve : effectuer une grande carrière à New York. Malheureusement pour lui, sa vie privée connaît la trajectoire inverse. Il ne parvient pas à garder une seule femme dans sa vie, souffre beaucoup de ne pas avoir été assez présent pour sa mère dont il apprend la disparition par téléphone...
Le fait de donner son dernier spectacle en compagnie de ses amis n'arrange pas son humeur. C'est alors qu'en pleine répétition, il croit entendre un homme l'accabler de reproches tandis qu'il semble se trouver dans un bureau contenant des machines à écrire. Lors de son anniversaire, il décèle une voix enfantine, bien qu'aucune personne mineure ne se trouve dans la salle...
Rick Cochrane est resté dans sa petite ville d'Appleton dans le New Hampshire. Marié à Debra, sa petite amie de l'époque, il œuvre dans une mutuelle régionale tandis qu'elle exerce la profession de galeriste. Leur fille Paige, âgée de 14 ans, joue en ce moment Roméo et Juliette dans le cadre de ses études. La vie privée de Rick n'est pas reluisante. Son tempérament colérique constitue une gêne pour Debra qui le menace de le quitter. Un jour, Rick croit entendre des citations tirées d'une pièce de théâtre et lors de son anniversaire, des personnes l'appeler Richard.
Richard retourne à Appleton pour la cérémonie. Il retrouve Debra qu'il avait à l'époque quittée et qui a épousé quelqu'un d'autre ainsi que Finney, son meilleur ami, dont la paraplégie causée par un accident de voiture alors qu'il conduisait en état d'ivresse, l'a assagi.
Lors de son départ, il passe devant une maison éclairée alors que dehors, une pluie tombe à torrent. Il se rend alors compte que les occupants de la maison ne sont autre que Debra et lui-même.
Rick aperçoit Richard et tous deux réalisent qu'ils sont la même personne mais venant de réalités différentes. L'un a privilégié l'amour, l'autre sa carrière. Richard propose à Rick d'échanger leurs places et celui-ci, après mûre réflexion, accepte. Alors qu'il croit d'abord à une plaisanterie, Rick se rend bientôt à l'évidence. Goûtant aux joies de la grande vie, il fréquente l'ex compagne de Richard, Catline, mais la célébrité lui monte bientôt à la tête et il devient dépendant de la cocaïne. Son comportement lui vaut de perdre un engagement et avec l'aide de Ray, un ami manager, il tente de se reconstruire.
Pour Richard, la situation devient plus facile. Entouré d'une famille qu'il n'a pas eue, il voit là une occasion inespérée de se rapprocher de la mère qu'il n'a jamais connue, de Debra, de Paige et de son fils Jeffrey. Il lui faut également supporter Finney qui dans cette version de l'histoire n'a jamais eu d'accident de voiture et est resté le célibataire coureur de jupons qu'il était. Heureusement, il parvient à tisser un lien avec Paige en devenant son professeur de théâtre privé. La mère de Rick finit par succomber à son tour et alors que Richard assiste à la cérémonie, Rick revit les événements en rêve.
Richard parvient à remettre Finney à sa place comprenant que ce dernier ne grandira jamais et Debra lui suggère de commencer à faire ce qu'il veut vraiment, soutenant par là que l'argent n'est plus un problème important. Alors que Rick apprend qu'un vieil ami de Richard est malade, tous deux ré-échangent leurs places et Richard se précipite à la clinique. La fin du récit nous révèle que Paige est en réalité la fille biologique de Richard, étant donné qu'elle a été conçue avant le départ de celui-ci pour New-York.